# Il ratto delle Sabine (film 1945)
(Totò, Il ratto delle Sabine)
Il ratto delle Sabine è un film del 1945, diretto da Mario Bonnard, riedito nel 1950 col titolo Il professor Trombone.
Tra gli interpreti figurano Mario Castellani (citato nei titoli di testa come Aldo Castellani), per la prima volta al fianco di Totò sul grande schermo e Giuseppe Rinaldi, più noto come doppiatore.
È il primo film italiano in cui viene pronunciata una parolaccia ("vaffanculo").

## Trama
Aristide Tromboni e la sua scalcagnata compagnia d'attori sono a caccia di scritture e soprattutto di cibo. In un paesino di campagna conoscono il professor Molmenti, ansioso di mettere in scena il suo delirante dramma storico, "Il ratto delle Sabine".
Tromboni si offre di rappresentare in teatro, a patto che il professore paghi in contanti costumi e scenografi. Molmenti chiede che l'autore del dramma rimanga anonimo, ma quando due attori abbandonano la compagnia accetta di sostituirli salendo sul palco con la sua fedele cameriera, la stolida Rosina.
Tra costumi ridicoli e attori inadeguati (il nome del re dei sabini da Tazio diventa "Gaetano") la recita va incontro ad un sonoro fiasco.

## Critica
Su Il Giornale del Mattino del 5 dicembre 1945: “Un film con Totò rappresenta sempre una garanzia per un'ora di buonumore. E infatti ieri il pubblico ha riso dal principio alla fine nel vedere riprodotta sullo schermo una commedia tanto cara ad Angelo Musco. Non mancano le trovate, non mancano gli atteggiamenti propri del comico che riscuote tante e così vive simpatie…”

## Produzione
Tratto dalla commedia Der Raub der Sabinerinnen di Franz e Paul von Schönthan riadattato da Mario Bonnard e Mario Amendola, il film fu realizzato nell'autunno del 1945 negli studi Capitani in via degli Avignonesi a Roma, negli stessi ambienti in cui Rossellini aveva da poco girato gli interni di Roma città aperta.
La versione originale della pellicola non esiste più. Girato in fretta e con scarsi mezzi in un periodo drammatico per l'Italia, il film fu poi rimontato, rimaneggiando il negativo originale, per preparare una nuova edizione uscita nel 1950 col titolo Il professor Trombone; questa è l'unica versione del film sopravvissuta oggi.